# Janusz Kondratowicz

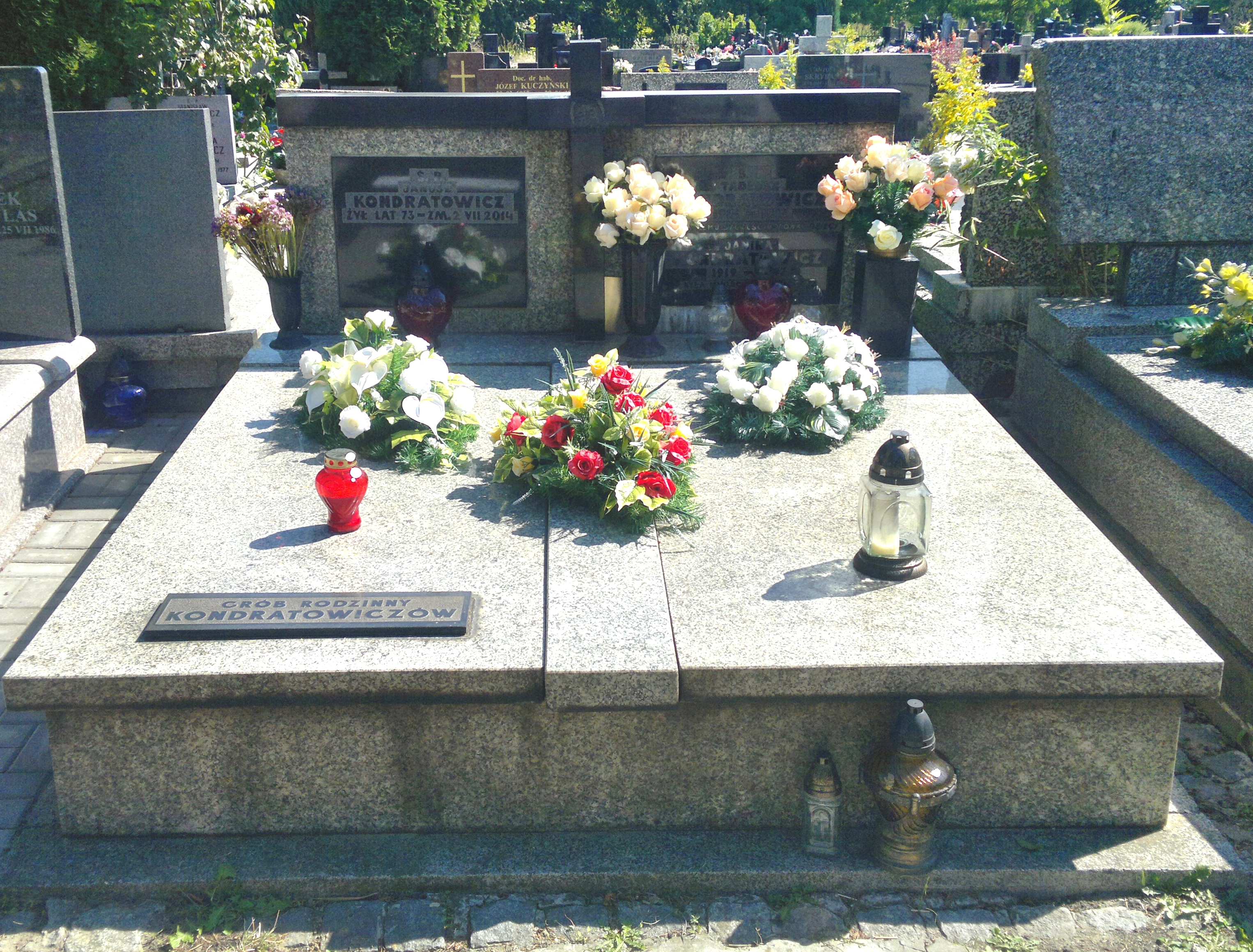
Grób Janusza Kondratowicza

Janusz Kondratowicz, właśc. Jan Mieczysław Kondratowicz (ur. 20 lipca 1940 w Warszawie, zm. 2 lipca 2014 tamże) – polski poeta, satyryk i autor tekstów piosenek, także dziennikarz.

## Życiorys
Ukończył VI Liceum Ogólnokształcące im. Tadeusza Reytana w Warszawie (1958). Absolwent Wydziału Filologii Polskiej oraz Studium Dziennikarskiego Uniwersytetu Warszawskiego. Debiutował w 1957 roku jako poeta i satyryk. W okresie studiów współpracował z prasą kulturalną i młodzieżową (m.in. z „Kierunkami”, „Za i przeciw”, „Nową Wsią” „itd”, „Współczesnością” i „Na Przełaj”), na której łamach publikował wiersze, satyry, fraszki, krytyki literackie oraz wywiady i reportaże. W latach 1960–1961 pisał teksty piosenek dla kabaretu klubu studenckiego Stodoła w Warszawie. Od 1966 tworzył głównie dla ówczesnych zespołów młodzieżowych. W latach 80. współorganizował, prowadzone pod patronatem MKiS, warsztaty artystyczne dla wykonawców w Lublińcu oraz dla młodych autorów i kompozytorów w Myśliborzu (Spotkania Młodych Autorów i Kompozytorów Piosenki „SMAK”).
Był autorem tekstów piosenek m.in. dla Czerwono-Czarnych, Czerwonych Gitar, Anny Jantar, Krzysztofa Klenczona, Haliny Frąckowiak, Zdzisławy Sośnickiej, Ireny Jarockiej, Ireny Santor, Krzysztofa Krawczyka, Jacka Lecha, Urszuli Sipińskiej, Gaygi, Shazzy, Jamrose, Kasi Lesing, Top One (pod pseudonimem Jan Krynicz), Rezerwatu (pod pseudonimem Andrzej Senar), No To Co i Trubadurów.
Został pochowany 10 lipca 2014 na cmentarzu przy ul. Fosa w Warszawie.

## Nagrody i wyróżnienia
- 1964 – II nagroda na KFPP w Opolu za „Piosenkę z przedmieścia”
- 1966 – Grand Prix w koncercie „Premiery” na KFPP w Opolu oraz III nagroda na MFP w Sopocie za „Powrócisz tu”
- 1967 – nagroda Towarzystwa Przyjaciół Opola na KFPP w Opolu za „Trzynastego”
- 1969 – nagroda MKiS na KFPP w Opolu za „Biały krzyż”; wyróżnienie na KFPP w Opolu za „Ej, Sobótka, Sobótka”
- 1972 – nagroda PRiTV na KFPP w Opolu za „To był świat w zupełnie starym stylu” oraz „Jaka jesteś, Mario”
- 1973 – I nagroda na Światowym Festiwalu Piosenki w Tokio za „Jest miejsce na ziemi”
- 1974 – wyróżnienie na festiwalu w Caracas (Wenezuela) za „Jesteś blisko”; Grand Prix na MFP w Sopocie za „To był swiat w zupełnie starym stylu” w wykonaniu fińskiej piosenkarki Marion
- 1974 – Nagroda Publiczności w koncercie „Premiery” na KFPP w Opolu za „Tyle słońca w całym mieście”
- 1975 – „Tyle słońca w całym mieście” przebojem XV MFP w Sopocie w plebiscycie czytelników „Głosu Wybrzeża”
- 1984 – Grand Prix na MFP w Sopocie za „Blue Box”
- 1986 – III nagroda na festiwalu w Rostoku (NRD) za „Trzeci akt”

## Piosenki z tekstami Janusza Kondratowicza
- „10 w skali Beauforta” (muz. Krzysztof Klenczon; z repertuaru zespołu Trzy Korony)
- „Anna już tu nie mieszka” (muz. Jarosław Kukulski; z repertuaru Haliny Frąckowiak)
- „A w górach już jesień” (muz. Piotr Figiel; z repertuaru Jadwigi Strzeleckiej)
- „Asfaltowe łąki” (muz. Marian Zimiński; z repertuaru Grupy ABC)
- „Bądź dziewczyną moich marzeń” (muz. Ryszard Poznakowski; z repertuaru Jacka Lecha)
- „Beatlemania Story” (muz. Jarosław Kukulski; z repertuaru Ireny Jarockiej)
- „Będziesz ty” (muz. Sławomir Kowalewski; z repertuaru zespołu Trubadurzy)
- „Biały krzyż” (muz. Krzysztof Klenczon; z repertuaru zespołu Czerwone Gitary)
- „Blue Box” (muz. Aleksander Maliszewski; z repertuaru Krystyny Giżowskiej)
- „Był ktoś” (muz. Wojciech Trzciński; z repertuaru Ireny Jarockiej)
- „Ciao Italia” (muz. Paweł Kucharski; z repertuaru zespołu Top One)
- „Coraz wyżej” (muz. Maciej Jamroz; z repertuaru zespołu Top One)
- „Cygańska jesień” (muz. Waldemar Kazanecki; z repertuaru Anny Jantar)
- „Czyjaś dziewczyna” (muz. Krzysztof Klenczon, z repertuaru zespołu Trzy Korony)
- „Dancing Queen” (muz. Wojciech Trzciński; z repertuaru Haliny Frąckowiak)
- „Dlaczego płaczesz mały” (muz. Ryszard Poznakowski; z repertuaru Filipinki)
- „Droga, którą idę” (muz. Seweryn Krajewski; z repertuaru zespołu Czerwone Gitary)
- „Dwadzieścia lat, a może mniej” (muz. Piotr Figiel; z repertuaru Jacka Lecha)
- „Ej, Sobótka, Sobótka” (muz. Ryszard Poznakowski; z repertuaru zespołu Trubadurzy)
- „Erotyk na chwilę” (muz. Ryszard Kniat; z repertuaru Krzysztofa Krawczyka)
- „Fred Kruger” (muz. Maciej Jamroz; z repertuaru zespołu Top One)
- „Gdy kiedyś znów zawołam cię” (muz. i wykonanie Krzysztof Klenczon)
- „Idę dalej” (muz. i wykonanie Halina Frąckowiak)
- „Ja ruchomy cel” (muz. Bernard Sołtysik: z repertuaru Gaygi, Kasi Bednarek)
- „Jaka jesteś, Mario” (muz. Piotr Figiel; duet Urszuli Sipińskiej i Piotra Figla)
- „Kamienne niebo” (muz. Krzysztof Klenczon)
- „Kiedy odchodzą w cień drzew” (muz. Dariusz Królak; repertuaru zespołu Top One)
- „Koncert na deszcz i wiatr” (muz. Waldemar Parzyński; z repertuaru Anny Jantar)
- „Krajobrazy” (muz. Ryszard Poznakowski; z repertuaru zespołu Trubadurzy)
- „Krajobrazy zimy” (muz. Sławomir Kowalewski; z repertuaru zespołu Trubadurzy)
- „Krew na piasku” (muz. Dariusz Królak; z repertuaru Top One)
- „Kwiaty we włosach” (muz. Krzysztof Klenczon; sł. jako Jan Krynicz, z repertuaru zespołu Czerwone Gitary)
- „Mam w ramionach świat” (muz. Ryszard Poznakowski; z repertuaru Zdzisławy Sośnickiej)
- „Miasto samotnych serc” (muzyka Janusz Koman; z repertuaru Hanny Banaszak)
- „Napiszę do ciebie z dalekiej podróży” (muz. Andrzej Korzyński; z repertuaru zespołu Czerwono-Czarni, śpiew Henryk Fabian)
- „Natalie – piękniejszy świat” (muz. i wykonanie Krzysztof Klenczon)
- „Nie wrócą te lata” (muz. Leszek Bogdanowicz; z repertuaru Ireny Jarockiej)
- „Nim zgaśnie dzień” (muz. Piotr Figiel; z repertuaru Krzysztofa Krawczyka)
- „Obserwator” (muz. Piotr Mikołajczyk; z repertuaru zespołu Rezerwat)
- „Och Lala” (muz. Wiktor Daraszkiewicz; z repertuaru zespołu Rezerwat)
- „Ocean niespokojny” (muz. Zbigniew Górny; z repertuaru Haliny Frąckowiak)
- „Opowiedz mi swoją historię” (muz. Piotr Figiel; z repertuaru zespołu Czerwono-Czarni, śpiew Katarzyna Sobczyk)
- „Ostatni kadr” (muzyka Janusz Koman; z repertuaru Hanny Banaszak)
- „Papierowy księżyc” (muz. Jarosław Kukulski; z repertuaru Haliny Frąckowiak)
- „Parasolki” (muz. Andrzej Adamiak; współaut. słów Andrzej Adamiak, z repertuaru zespołu Rezerwat)
- „Piosenka z przedmieścia” (muz. Jerzy „Duduś” Matuszkiewicz; z repertuaru Fryderyki Elkany, Krystyny Konarskiej oraz Mieczysława Wojnickiego)
- „Płoną góry, płoną lasy” (muz. Seweryn Krajewski; z repertuaru zespołu Czerwone Gitary)
- „Powiedz stary, gdzieś ty był” (muz. Krzysztof Klenczon; współaut. słów Jan Świąć; z repertuaru zespołu Czerwone Gitary)
- „Pytasz mnie, co ci dam” (muz. Marian Zimiński; z repertuaru zespołu Partita)
- „Radość najpiękniejszych lat” (muz. Jarosław Kukulski; współaut. słów Wojciech Jagielski; z repertuaru Anny Jantar)
- „Rysunek na szkle” (muz. Krzysztof Krawczyk; z repertuaru Krzysztofa Krawczyka)
- „Słodka lady” (muz. Jarosław Kukulski; z repertuaru Moniki Borys)
- „Tak blisko nieba” (muz. Bartosz Piasecki; z repertuaru Shazzy)
- „Tin Pan Alley” (muz. Jarosław Kukulski; z repertuaru Haliny Frąckowiak)
- „To był świat w zupełnie starym stylu” (muz. Piotr Figiel i Urszula Sipińska; z repertuaru Urszuli Sipińskiej)
- „Trzeci akt” (muz. Jarosław Kukulski; z repertuaru Felicjana Andrzejczaka)
- „Trzynastego” (muz. Ryszard Poznakowski; z repertuaru Katarzyny Sobczyk)
- „Tyle słońca w całym mieście” (muz. Jarosław Kukulski; z repertuaru Anny Jantar)
- „W drodze do Fontainbleau” (muz. Zbigniew Górny; duet Krystyny Giżowskiej i Bogusława Meca)
- „Wieczór nad rzeką zdarzeń” (muzyka Janusz Koman; z repertuaru Andrzeja Zauchy)
- „Wielki błękit” (muz. Maciej Jamroz; z repertuaru Kasi Lesing)
- „Zakochani są wśród nas” (muz. Jerzy „Duduś” Matuszkiewicz; z repertuaru Heleny Majdaniec, Krystyny Konarskiej oraz Mieczysława Wojnickiego)
- „Zaopiekuj się mną” (muz. Zbigniew Nikodemski, Piotr Mikołajczyk; współaut. słów Andrzej Adamiak; z repertuaru zespołu Rezerwat)
- "Zbyt długo byłem sam" (muz. Piotr Figiel; z repertuaru Jacka Lecha)
- „Zielone wzgórza nad Soliną” (muz. Czesław Grudziński; z repertuaru Wojciecha Gąssowskiego)
- „Żyje w nas blues” (muz. Krystyna Stolarska – Gayga)